# Arsenoazúcares

Estructura de los arsenoazúcares

Los arsenoazúcares son compuestos orgánicos de arsénico formados por 3 partes diferentes:
- Un núcleo de 5-desoxipentosa;
- Un grupo arsinoilo (–AsR2(=O)), arsinotioilo (–AsR2(=S)) o arsonio (-As+R3) unido al carbono 5 del anillo. En este grupo, el arsénico puede ser trivalente o pentavalente, puede estar unido a un átomo de oxígeno (oxoarsenoazúcares), a un átomo de azufre (tioarsenoazúcares) y/o a múltiples grupos metilo (arsinoilo dimetilado si son 2 metilos o arsinoilo trimetilado si son 3);
- Una cadena unida al carbono 1 del anillo, que puede estar formada por grupos funcionales muy variados.

Los arsenoazúcares más comunes son los oxoarsenoazúcares dimetilados con arsénico pentavalente, y en particular los 4 principales son los arsenoazúcares de glicerol, fosfato, sulfato y sulfonato.
Estos compuestos constituyen la forma predominante de arsénico en las algas, pero también están presentes en cantidades significativas en moluscos herbívoros y gasterópodos. Las algas marinas contienen cantidades significativas de arsénico en diferentes formas químicas, que pueden ser tóxicas para los seres humanos y los animales y provocar diversos problemas de salud, incluido el cáncer. Si bien la toxicidad del arsénico es más conocida en su forma inorgánica, se sabe muy poco acerca de la seguridad del arsénico presente en compuestos orgánicos como los arsenoazúcares y, especialmente, los arsenolípidos de las algas marinas. Por lo tanto, es de suma importancia evaluar la toxicidad de los compuestos de arsénico de las algas marinas.

## Lista de arsenoazúcares
Aquí se enumera la mayoría de los arsenoazúcares descubiertos hasta la fecha, indicando el nombre común según la nomenclatura propuesta por Nischwitz y Pergantis, el nombre completo y las referencias bibliográficas (del primer descubrimiento del compuesto o del nombre utilizado).

### Oxoarsenoazúcares dimetilados
| R                           | Nombre común                                          | Nombre completo (inglés)                                                                          | Fórmula      | Peso molecular (g/mol) | Abreviatura GC-MS               | Ref.          |
| --------------------------- | ----------------------------------------------------- | ------------------------------------------------------------------------------------------------- | ------------ | ---------------------- | ------------------------------- | ------------- |
| Glycol                      | Arsenoazúcar de glicerol (DMAsSugarGlycerol)          | 2',3'-dihydroxypropyl 5-deoxy-5-(dimethylarsinoyl)-β-D-riboside                                   | C10H21AsO7   | 328,194                | Oxo-arsenosugar-328 (AsSug 328) | [ 1 ] [ 5 ]   |
| Phosphate                   | Arsenoazúcar fosfato (DMAsSugarPhosphate)             | 3-‘Glycerophosphoryl’-2- hydroxy-1-[5-deoxy-5-(dimethylarsinoyl)-β-ribofuranosyloxy]propane       | C13H28AsO12P | 482,253                | Oxo-arsenosugar-482 (AsSug 482) | [ 1 ] [ 5 ]   |
| Sulfonate                   | Arsenoazúcar sulfonato (DMAsSugarSulfonate)           | 3-[5′-Deoxy-5′- (dimethylarsinoyl)- β-D-ribosyloxy]-2- hydroxypropane-1-sulfonic acid             | C10H21AsO9S  | 392,259                | Oxo-arsenosugar-392 (AsSug 392) | [ 1 ] [ 5 ]   |
| Sulfate                     | Arsenoazúcar sulfato (DMAsSugarSulfate)               | (2S)-3-[5-deoxy-5-(dimethylarsinoyl)-β-D-ribofuranosyloxy]-2-hydroxypropyl hydrogen sulphate      | C10H21AsO10S | 408,258                | Oxo-arsenosugar-408 (AsSug 408) | [ 1 ] [ 5 ]   |
| AminoSulfonate              | Arsenoazúcar aminosulfonato (DMAsSugarAminoSulfonate) | 2-amino-3-[5-deoxy-5-(dimethylarsinoyl)-β-D-ribofuranosyloxy]propene-1-sulphonic acid             | C10H22AsO8SN | 391,274                | Oxo-arsenosugar-391 (AsSug 391) | [ 1 ] [ 6 ]   |
| Hydroxyl                    | Arsenoazúcar (DMAsSugar)                              | 5-dimethylarsinoyl-β-ribofuranose                                                                 | C7H15AsO5    | 254,115                | Oxo-arsenosugar-254 (AsSug 254) | [ 1 ] [ 7 ]   |
| Methoxy                     | Metil arsenoazúcar (DMAsSugarMethyl)                  | methyl 5-deoxy-5-(dimethylarsinoyl)-β-D-riboside                                                  | C8H17AsO5    | 268,142                |                                 | [ 1 ] [ 8 ]   |
| Carboxyl                    | DMAsSugarCarboxyl                                     | (2R)-3-{[5-Deoxy-5-(dimethylarsoryl)-β-D-ribofuranosyl]oxy}-2-hydroxypropanoic acid               | C10H19AsO8   | 342,176                |                                 | [ 1 ] [ 9 ]   |
| Carbamate                   | DMAsSugarCarbamate                                    | N-(5'-deoxy-5'-dimethylarsinoyl-β-D-ribosyloxycarbonyl) glycine                                   | C10H18AsNO8  | 355,176                |                                 | [ 1 ] [ 9 ]   |
| Mannitol                    | DMAsSugarMannitol                                     | 1-O-[5'-deoxy-5'-(dimethylarsinoyl)-β-D-ribosyl]mannitol                                          | C13H27AsO10  | 418,271                |                                 | [ 1 ] [ 8 ]   |
| Adenine                     | DMAsSugarAdenine                                      | 5'-deoxy-5'-dimethylarsinoyl-adenosine (DDMAA)                                                    | C12H18AsN5O4 | 371,23                 |                                 | [ 4 ] [ 9 ]   |
| Carboxyl-2                  | DMAsSugarCarboxyl-2                                   | 2-[5-deoxy-5-(dimethylarsinoyl)-β-ribofuranosyloxy]-acetic acid                                   | C9H17AsO7    | 312,151                |                                 | [ 7 ] [ 10 ]  |
| Sulfonate-2                 | DMAsSugarSulfonate-2                                  | 2-[5-deoxy-5-(dimethylarsinoyl)-β-ribofuranosyloxy]-ethan sulfonic acid                           | C9H19AsO8S   | 362,233                |                                 | [ 10 ]        |
| Phosphate (2)               |                                                       | 3-[5'-deoxy-5'-(dimethylarsinoyl)-β-ribofuranosyloxy]-2-hydroxypropyl 2,di-hydroxyethyl phosphate |              |                        |                                 | [ 7 ]         |
| Lipid phosphate             |                                                       |                                                                                                   |              |                        |                                 | [ 8 ] [ 11 ]  |
| Dipalmitoylglycerophosphate |                                                       | dipalmitoylglycerophospho-2-hydroxypropyl-5-deoxy-5-(dimethylarsinoyl)-β-ribofuranoside           |              |                        |                                 | [ 11 ] [ 12 ] |

### Tioarsenoazúcares dimetilados
| R         | Nombre común (inglés)           | Fórmula       | Peso molecular (g/mol) | Abreviatura GC-MS                    | Ref.         |
| --------- | ------------------------------- | ------------- | ---------------------- | ------------------------------------ | ------------ |
| Glycol    | DMThioAsSugarGlycerol           | C10H21AsO6S   | 344,261                | Thio-arsenosugar-328 (thio-AsSug328) | [ 4 ]        |
| Phosphate | DMThioAsSugarPhosphate          | C13H28AsO11PS | 498,32                 | Thio-arsenosugar-482 (thio-AsSug482) | [ 4 ]        |
| Sulfonate | DMThioAsSugarSulfonate          | C10H20AsO8S2  | 407,318                | Thio-arsenosugar-392 (thio-AsSug392) | [ 4 ] [ 13 ] |
| Sulfate   | DMThioAsSugarSulfate            | C10H20AsO9S2  | 423,317                | Thio-arsenosugar-408 (thio-AsSug408) | [ 4 ] [ 13 ] |
| Hydroxyl  | Tioarsenoazúcar (DMThioAsSugar) | C7H15AsO4S    | 270.181                | Thio-arsenosugar-254 (thio-AsSug254) |              |

### Arsenoazúcares trimetilados
| R              | Nombre común (inglés)   | Nombre completo (inglés)                                                                          | Ref.         |
| -------------- | ----------------------- | ------------------------------------------------------------------------------------------------- | ------------ |
| Glycol         | TMAsSugarGlycerol       | 3-[5'-deoxy-5'-(trimethylarsonio)-β-ribofuranosyloxy]-2-hydroxypropylene glycol                   | [ 4 ] [ 14 ] |
| Sulfate        | TMAsSugarSulfate        | 3'-[5-deoxy-5-(trimethylarsonio)-β-D-ribosyloxy]-2'-hydroxypropyl sulphate                        | [ 4 ] [ 8 ]  |
| Phosphate      | TMAsSugarPhosphate      | 3-[5'-deoxy-5'-(trimethylarsonio)-β-ribofuranosyloxy]-2-hydroxypropyl 2,3-hydroxypropyl phosphate | [ 4 ]        |
| Sulfonate      | TMAsSugarSulfonate      | 3-[5'-deoxy-5'-(trimethylarsonio)-β-ribofuranosyloxy]-2-hydroxypropanesulfonic acid               | [ 4 ]        |
| AminoSulfonate | TMAsSugarAminoSulfonate |                                                                                                   | [ 15 ]       |
| Hydroxyl       | TMAsSugarHydroxy        | 5-trimethylarsonio-β-ribofuranose                                                                 | [ 1 ] [ 7 ]  |
| Methoxy        | TMAsSugarMethoxy        | methyl-(5-deoxy-5-trimethylarsonio)-β-ribofuranoside                                              | [ 10 ]       |

### Otros arsenoazúcares
| R                                 | Nombre completo (inglés)                                                                      | Ref.  |
| --------------------------------- | --------------------------------------------------------------------------------------------- | ----- |
| Methoxy                           | methyl 5-deoxy-5-(dimethylarsinoyl)-2,3-O-isopropylidene-β-D-riboside                         | [ 8 ] |
| Carboxyl                          | 2',3'-isopropylidenedioxypropyl 5-deoxy-5-dimethyl-arsinoyl-2,3-O-isopropylidene-β-D-riboside | [ 9 ] |
| Glycol                            | 2',3'-dihydroxypropyl 5-deoxy-5-dimethylarsinoyl-2,3-O-isopropylidene-β-D-riboside            | [ 9 ] |
| Gruppo isopropilidenediossipropil | 2',3'-isopropylidenedioxypropyl 5-deoxy-5-dimethylarsinoyl-2,3-O-isopropylidene-β-D-riboside  | [ 9 ] |

| R                                 | Nombre completo (inglés)                                                    | Ref.          |
| --------------------------------- | --------------------------------------------------------------------------- | ------------- |
| Gruppo isopropilidenediossipropil |                                                                             | [ 12 ] [ 16 ] |
| Methoxy                           | dimethyl (methyl-2,3-O-isopropylidene-5-deoxy-β-D-ribofuranose-5-yl) arsine | [ 17 ]        |

Finalmente, existen arsenoazúcares particulares que no entran en ninguna de las categorías mostradas anteriormente.
| Imagen                    | Nombre completo (inglés)                                                       | Ref.   |
| ------------------------- | ------------------------------------------------------------------------------ | ------ |
| Arsenozucchero solfato R3 |                                                                                | [ 8 ]  |
| Methoxy                   | methyl-2,3-O-isopropylidene-5-deoxy-5-dimethyl-thioarsinoyl-β-D-ribofuranoside | [ 17 ] |
| Hydrogen                  | 5-dimethylarsinoyl-β-ribofuranose                                              |        |

## Presencia en la naturaleza

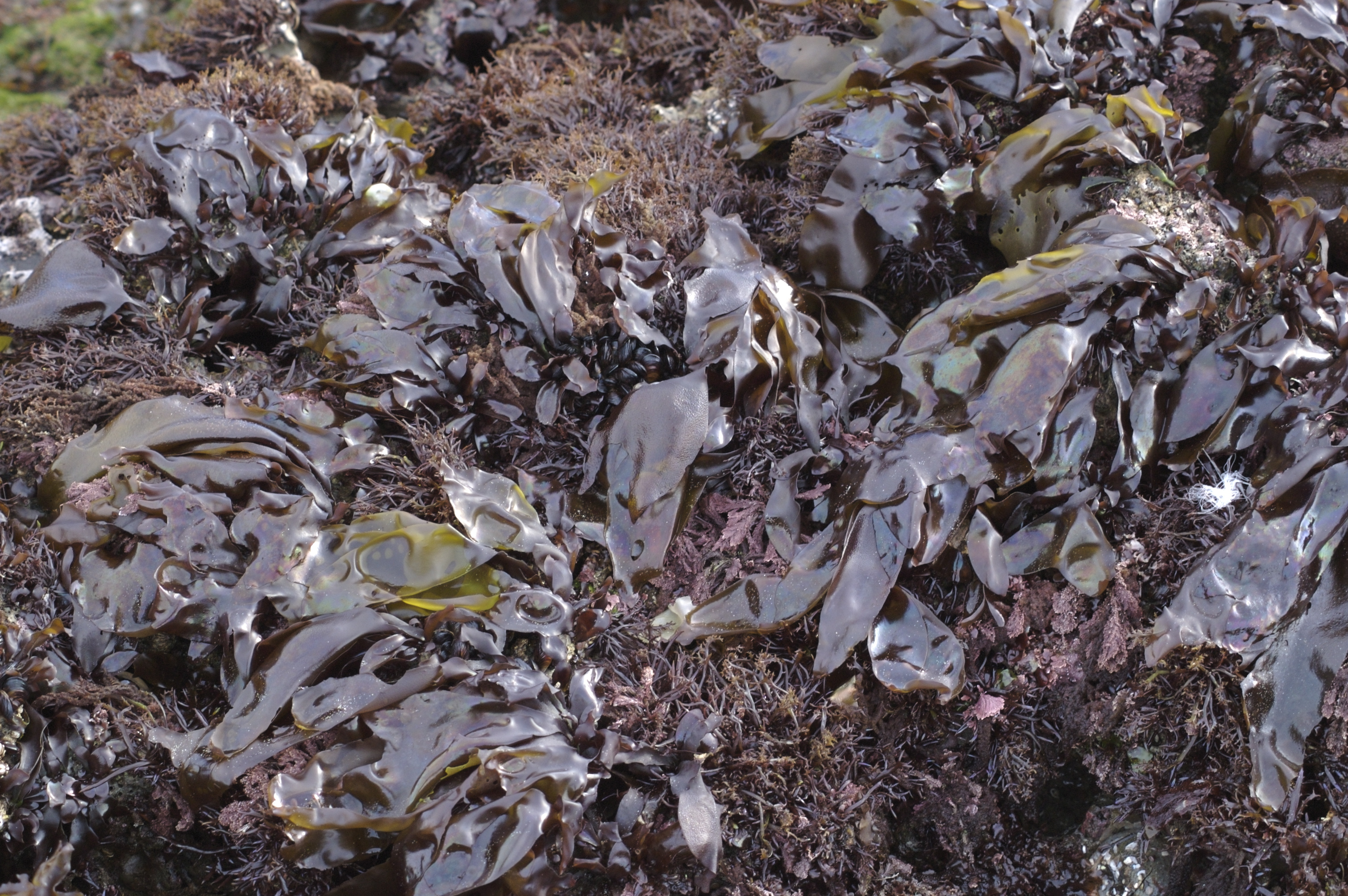
Alga roja Iridaea cordata. Los arsenoazúcares son la forma predominante de arsénico que se encuentra en las algas.

Los arsenoazúcares están presentes principalmente en las algas (alrededor del 78% de la fracción de arsénico) y constituyen una fracción significativa del arsénico también en los moluscos marinos y gasterópodos (alrededor del 23%); y viceversa, están presentes en concentraciones muy bajas en el pescado y el arroz. También se han encontrado en organismos terrestres (líquenes, hongos, lombrices y algunas especies vegetales), pero en general los organismos marinos contienen mayor cantidad de estos compuestos que los terrestres o de agua dulce.
Su concentración varía desde trazas (por ejemplo todos los trimetilarsenoazúcares) hasta µg/g; en general su distribución y concentración en las algas marinas depende fuertemente de la clase taxonómica: el arsenoazúcar glicerol y el sulfonato, por ejemplo, eran aislados por primera vez en 1981 del alga parda Ecklonia radiata, mientras que en el alga parda Hizikia fusiforme se ha determinado que el arsenoazúcar sulfato es el principal compuesto de arsénico. Finalmente, en las algas rojas (Rhodophyta) y verdes (Chlorophyta) los arsenoazúcares más presentes son el glicerol y el fosfato.
Se cree que los arsenoazúcares se sintetizan en organismos marinos a partir de arsénico inorgánico (tomado del agua de mar) mediante procesos de alquilación oxidativa como mecanismo de desintoxicación: esto parece ser cierto sólo en presencia de un bajo contenido de arsénico, mientras que en concentraciones elevadas también se forman monometilarsonato (MA) y dimetilarsinato (DMA), y en concentraciones muy elevadas (100 µg As l−1) se produce una acumulación de arsénico tóxico debido al cese de los procesos de desintoxicación. También puede darse el caso de que un paso intermedio entre el arsénico inorgánico y los arsenoazúcares sea la formación de arsenolípidos. Finalmente, cuando las algas mueren, los arsenoazúcares se convierten en arseniato y DMA.

## Propiedades químicas
Las moléculas de los arsenoazúcares generalmente tienen un carácter catiónico y polar debido al grupo (CH3)2As=O, y por esta razón son solubles en agua (a excepción del derivado dipalmitoílo del fosfato de arsenoazúcar). Sin embargo, sus propiedades ácidas dependen casi exclusivamente de la aglicona, y para los 4 arsenoazúcares principales el orden de acidez es el siguiente: sulfato > sulfonato > fosfato > glicerol (que no contiene un grupo ácido). Se caracterizan por una estabilidad química relativamente baja (inferior a la de la arsenobetaína) y su degradación se produce preferentemente en un ambiente ácido o gástrico (probablemente favorecido por la actividad enzimática o microbiana).
Los tioarsenoazúcares son menos polares y menos estables que los oxoarsenoazúcares.

## Metabolismo y toxicidad
En cuanto al estudio del metabolismo de estos compuestos en humanos, el principal problema consiste en la gran variabilidad del comportamiento en diferentes individuos. El estudio de la toxicidad de los arsenoazúcares es de gran interés debido al elevado consumo alimentario de algas, especialmente en los países asiáticos: en Japón, por ejemplo, el consumo de algas puede suponer una ingesta de alrededor de 1 mg de arsénico al día (las algas contienen una cantidad de arsénico equivalente a unos 100 mg por kg de peso seco), mientras que la dosis diaria tolerada de arsénico establecida por las directrices de la Organización Mundial de la Salud es de 0,002 mg por kg de peso corporal (por tanto, unos 0,15 mg para una persona que pesa 75 kg). Sin embargo, hasta la fecha no existe información definitiva sobre la toxicidad de estos compuestos, por lo que la Autoridad Europea de Seguridad Alimentaria no los considera individualmente. El arsenoazúcar glicerol parece no tener citotoxicidad, mientras que los arsenoazúcares con arsénico trivalente generalmente muestran una actividad citotóxica mayor que los arsenoazúcares con arsénico pentavalente, pero aún no ha sido posible sacar una conclusión general sobre toda la clase de compuestos.
En general, no se han detectado cantidades significativas de arsenoazúcares en la orina humana tras la ingestión de algas o muestras sintéticas de estos compuestos, por lo que se sabe que se metabolizan. Los metabolitos identificados son principalmente DMA, pero también MA y DMAE (dimetilarsinoiletanol), a través de transformaciones metabólicas desconocidas a partir de dimetiloxoarsenosazúcares (algunos pasos han sido propuestos por Feldmann en 2011), y en el proceso también pueden ocurrir reducciones a especies de arsénico trivalentes o tiolaciones del oxígeno del grupo arseno. Se sabe que el DMA tiene una mayor toxicidad que los arsenoazúcares, e incluso las formas reducidas y tioladas son potencialmente más tóxicas ya que pueden unirse a los grupos sulfhidrilo de proteínas y péptidos. Además, los principales metabolitos (DMA, MA y DMAE) coinciden con los derivados del arsénico inorgánico, teniendo por tanto un efecto similar; Por esta razón, los arsenosazúcares se consideran especies potencialmente tóxicas (aunque, como afirma Francesconi, «los datos limitados sobre la toxicidad de los arsenosazúcares hasta la fecha indican una baja toxicidad»).
También se han realizado estudios sobre los posibles efectos cancerígenos de estas sustancias analizando la orina de ovejas con una dieta basada en algas (animales que tienen un metabolismo para estos compuestos similar al de los humanos, ya que se han identificado los mismos metabolitos encontrados en la orina humana): aunque no se han encontrado problemas de salud particulares en estos individuos, su vida relativamente corta (4-6 años) no permite evaluar el riesgo de cáncer debido a los arsenoazúcares.